# Franz-Paul Decker
Franz-Paul Decker (26 de junio de 1923 - 19 de mayo de 2014) fue un director de orquesta germano-canadiense. 

## Biografía
Decker nació en Colonia, Alemania, en donde estudió en la Escuela Superior de Música de Colonia -Hochschule für Musik Köln- entre 1941 y 1944 con Philip Jarnach y Eugen Papst. Su debut como director de orquesta tuvo lugar a la edad de 22 años en la Ópera de Colonia y cuatro años más tarde fue seleccionado para la Ópera Estatal de Wiesbaden y seguidamente para los puestos de director de la Orquesta Sinfónica de Wiesbaden y director musical de la Orquesta Municipal de Bochum. En 1948, Decker fue presentado al compositor Richard Strauss, que tenía entonces 84 años, durante una partida de cartas de whist. Strauss, casualmente mencionó durante la partida que acababa de terminar de orquestar cuatro canciones que había compuesto recientemente y que resultaron ser sus Cuatro últimas canciones.
Aunque se sentía cómodo dirigiendo prácticamente cualquier obra del repertorio orquestal, Decker fue famoso por su maestría en la dirección de la obra de Wagner, Richard Strauss, Bruckner, Reger y Mahler especialmente. Sus interpretaciones de la obra de Mozart, Haydn y Beethoven han sido alabadas por su equilibrada lectura y claridad. Su aproximación al repertorio musical español y latinoamericano es valiente y carismática. Dirigió los estrenos mundiales de decenas de trabajos orquestales de compositores canadienses así como más de ochenta y cinco óperas a lo largo de su destacada carrera.
Decker fue director musical de la Orquesta Municipal de Bochum (1956-1964), de la Orquesta Filarmónica de Róterdam (1962-1967), de la Orquesta Sinfónica de Montreal (1967-1975), de la Orquesta Sinfónica de Barcelona y Nacional de Cataluña (1985-1991) y la Orquesta Sinfónica de Nueva Zelanda (1992-1996, como director jefe). Trabajó con la Orquesta Filarmónica de Calgary como asesor artístico (1975-1977) y la Orquesta Sinfónica de Winnipeg (1980-1982). Fue director invitado principal de la Orquesta del Centro de Arte Nacional de Ottawa (1991-1999) y de la Orquesta Sinfónica de Edmonton (2003-2004).
Trabajó con solistas tan diversos e importantes como Arthur Rubinstein, Emil Gilels, Shura Cherkassky, Clara Haskil, Ida Haendel, Hélène Grimaud, Elisabeth Schwarzkopf, Jessye Norman, Kiri Te Kanawa y Jon Vickers. La grabación de la emisión televisada de su dirección del concierto de Navidad con Luciano Pavarotti y orquesta en la basílica Notre-Dame de Montreal en los años 80, se emite con frecuencia en muchas televisiones del mundo.
El maestro Decker tuvo una prolongada y fecunda actuación en Buenos Aires, Argentina, dirigiendo las más importantes orquestas del país como Sinfónica de Radio Nacional, Filarmónica de Buenos Aires y Estable del Teatro Colón. Con la Orquesta Filarmónica de Buenos Aires llevó a cabo el ciclo completo de la obra sinfónica de Gustav Mahler (sinfonías y ciclos de canciones) y con la Orquesta Estable del teatro Colón muchas representaciones de óperas de Richard Strauss, Richard Wagner (Tetralogía completa, Tristan e Isolda, El buque fantasma, Lohengrin, etc.) y otros compositores. Desde su debut en 1961 con la Orquesta de Radio Nacional visitó el país en forma constante hasta principios del siglo XXI.
En 1975 fue nombrado doctor honoris causa en Letras por la Universidad Concordia de Montreal.

## Principales nombramientos como director
| Predecesor: Eduard Flipse    | Director Musical, Orquesta Filarmónica de Róterdam 1962-1967                                                                 | Sucesor: Jean Fournet                |
| Predecesor: Zubin Mehta      | Director Artístico, Orquesta Sinfónica de Montreal 1967–1975                                                                 | Sucesor: Rafael Frühbeck de Burgos   |
| Predecesor: Antoni Ros-Marbà | Director Musical y Director Principal Invitado, Orquesta Sinfónica de Barcelona y Nacional de Cataluña 1986-1991 / 1994-1996 | Sucesor: Luis Antonio García Navarro |